# Менькіна Ніна Григорівна
Ні́на Григо́рівна Ме́нькіна (1938—2010) — українська педагог. Учителька російської мови та літератури. Нагороджена знаком «Відмінник народної освіти УРСР» (1974), Заслужений учитель УРСР (1976), почесний громадянин Покровська (2007).
З 1 вересня 1965 року по травень 2010 року працювала в загальноосвітній школі № 5 (тепер навчально-виховний комплекс № 2). Померла 2010 року. У навчальному закладі відкрили меморіальну дошку Ніні Менькіній. 2016 року її честь названа одна з вулиць Покровська (колишня 20 років Жовтня).